# Agustín Oliveros
Pour les articles homonymes, voir Oliveros.
Agustín Oliveros, né le 17 août 1998 à Montevideo en Uruguay, est un footballeur international uruguayen qui évolue au poste d'arrière gauche au Club Necaxa.

## Biographie

### En club
Natif de Montevideo en Uruguay, Agustín Oliveros est formé par l'un des clubs de la capitale, le Racing Club de Montevideo. Il débute en professionnel le 21 juillet 2018, en championnat, contre le Club Atlético Peñarol. Ce jour-là, il est titulaire en défense centrale, et son équipe réalise un match nul (1-1).
Il inscrit son premier but en championnat le 5 décembre 2019, lors de la réception du Plazia Colonia (victoire 3-2).
Alors qu'il est notamment suivit par le Club Atlético Peñarol, Oliveros s'engage avec le Club Nacional le 14 février 2020.
En décembre 2020, il atteint avec cette équipe les quarts de finale de la Copa Libertadores, en étant battu par le CA River Plate.
Lors de l'été 2021, Agustín Oliveros rejoint le Mexique afin de s'engager en faveur du Club Necaxa. Le transfert est annoncé le 7 juin 2021.
Il inscrit son premier but sous ses nouvelles couleurs le 17 juin 2022 contre le Club Puebla, en championnat. Les deux équipes se neutralisent ce jour-là par deux buts partout.

### En équipe nationale
Le 18 novembre 2020, il figure pour la première fois sur le banc des remplaçants de l'équipe nationale A, mais sans entrer en jeu, lors d'une rencontre face au Chili. Ce match gagné 2-1 rentre dans le cadre des éliminatoires du mondial 2022. Le 18 novembre 2020, Agustín Oliveros honore finalement sa première sélection avec l'équipe nationale d'Uruguay, lors d'un match face au Brésil. Il est titulaire au poste d'arrière gauche et prend part à l'intégralité de cette rencontre perdue par son équipe (0-2, éliminatoires du mondial).